# سیارک ۳۹۵۴۳
سیارک ۳۹۵۴۳ (به انگلیسی: 39543 Aubriet، نامگذاری:1991PX7) سی و نه هزار و پانصد و چهل و سومین سیارک کشف شده‌است که در ۶ اوت ۱۹۹۱ کشف شد.